# NGC 5030
NGC 5030 é uma galáxia espiral barrada (SB0-a) localizada na direcção da constelação de Virgo. Possui uma declinação de -16° 29' 28" e uma ascensão recta de 13 horas, 13 minutos e 54,1 segundos.
A galáxia NGC 5030 foi descoberta em 17 de Março de 1881 por Edward Singleton Holden.